# Owatonna
Owatonna é uma cidade localizada no estado americano de Minnesota, no Condado de Steele.

## Demografia
Segundo o censo americano de 2000, a sua população era de 22.434 habitantes.
Em 2006, foi estimada uma população de 24.533, um aumento de 2099 (9.4%).

## Geografia
De acordo com o United States Census Bureau tem uma área de
32,8 km², dos quais 32,6 km² cobertos por terra e 0,2 km² cobertos por água. Owatonna localiza-se a aproximadamente 358 m acima do nível do mar.

## Localidades na vizinhança
O diagrama seguinte representa as localidades num raio de 24 km ao redor de Owatonna.